# Marguerite Sérusier

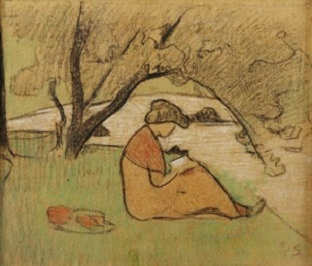
Paul Sérusier, Marguerite Sérusier lisant près de la rivière (1912), aquarelle, localisation inconnue.

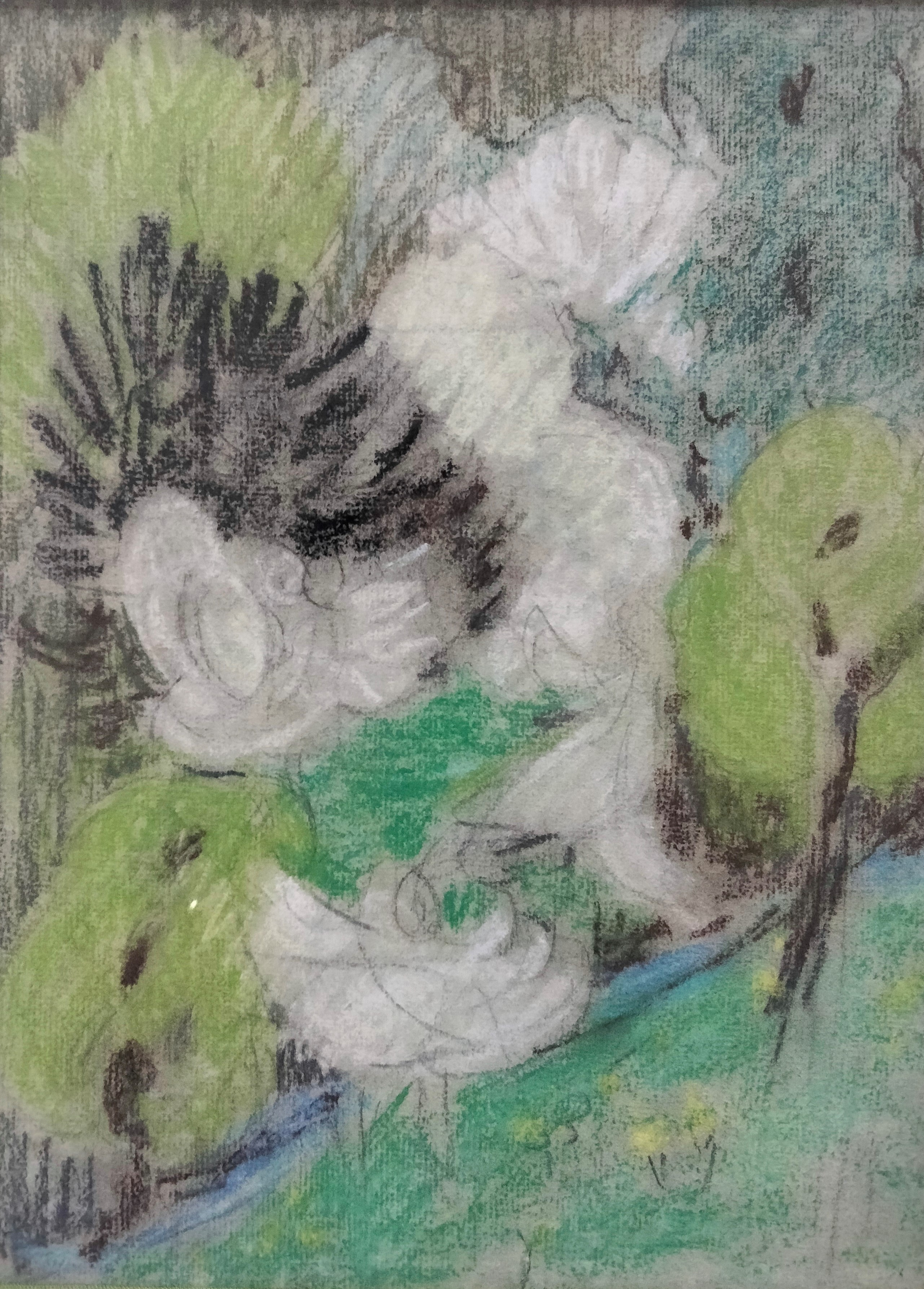
Les arbres, pastel et crayon sur papier (dim. : 29 x 21 cm).

Marguerite Sérusier, née Marguerite Gabriel-Claude le 12 mars 1879 à Lons-le-Saunier et morte le 25 septembre 1950 à Châteauneuf-du-Faou est une artiste peintre et styliste française.
Elle est l'épouse du peintre Paul Sérusier (1864-1927).

## Biographie
Fille d'un officier de l'Armée de terre, Marguerite Gabriel-Claude est élevée à la maison d'éducation de la Légion d'honneur et suit les cours aux Beaux-Arts de Paris. Elle est l'une des premières à s'inscrire à l'Académie Ranson où elle rencontre en 1905 Paul Sérusier qui est son professeur ; ils se marient le 22 février 1912 à Paris. Vers cette année il réalise Madame Sérusier à l'ombrelle, son portrait sous une ombrelle.
Elle est professeure de dessin des Écoles de la Ville de Paris et dirige aussi l'Atelier Martine, puis l'atelier de couture pour jeunes filles de Paul Poiret, exerçant une influence notable sur les arts de l'ornementation, en particulier sur l'art appliqué aux tapis et aux textiles avant la Première Guerre mondiale.
Marguerite Sérusier réalise des peintures de grande qualité, dont certaines ont pu être attribuées à son mari, et réciproquement. Ainsi, le paravent acquis par le musée d'Orsay et attribué à Marguerite Sérusier ressemble en fait étrangement au projet à quatre volets de Paul Sérusier, vendu par Drouot le 22 juin 2023.
Parmi ses œuvres à redécouvrir, notons ainsi ses paysages, principalement les arbres mêlant avec harmonie les recherches chromatiques des 3 tons, appris auprès de son époux alors même qu'il enseignait à l'Académie Ranson.
Travaillant les motifs fleuris, dans l'esprit des broderies et selon la mode du haut-couturier Poiré, Marguerite s'intéresse peu à peu à travailler les paysages et à les voir avec le même regard que celui de son époux dont elle partage les inspirations graphiques.
De cette période datent leurs recherches communes sur l'art japonisant, très en vogue en cette fin du XIXe.
Elle a aussi influencé son mari, l'encourageant notamment dans la pratique de l'art mural ; aussi l'incite-t-elle à reprendre entre 1914 et 1917 son projet de décoration du baptistère de l'église paroissiale Saint-Julien à Châteauneuf-du-Faou. Paul Sérusier meurt d'une crise cardiaque le 6 octobre 1927 en allant visiter sa femme, de santé fragile, à l'hôpital de Morlaix.
Devenue veuve, Marguerite Sérusier qui réside à Châteauneuf-du-Faou en compagnie de ses deux sœurs et d'Henriette Boutaric, s'attache à faire connaître l'œuvre de son mari, notamment en organisant plusieurs rétrospectives à Paris.
Elle est inhumée à Morlaix auprès de son époux.

## Œuvre

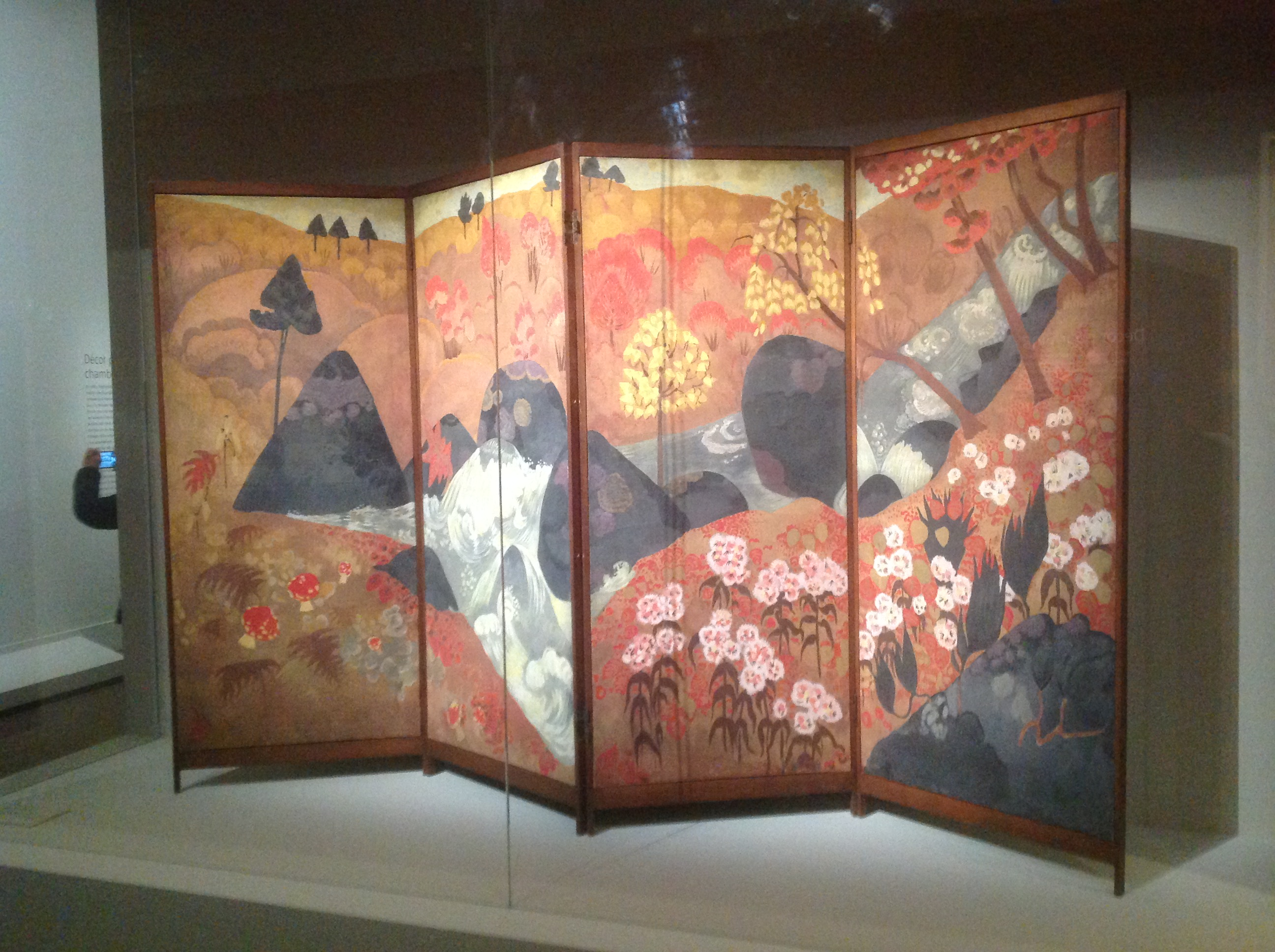
Paysage sur paravent, 1900.

- Paris, musée d'Orsay : Paysage vallonné à quatre feuilles, vers 1910, détrempe sur toile montée sur châssis[8].
- Coll. part :  Nature morte aux papillons, huile sur toile [9]. Les arbres, pastel et crayon sur papier[10].
- Collection de Châteauneuf du Faou:  -Pardon ND des Portes  -Croquis chien et paysanne (crayons)  -Études de candélabres (encre)  -Étude de cheval (fusain)  -Étude de fleurs et feuilles (crayons)  -Étude de dieu grec (crayon)  -Rivière  -Vue de Châteauneuf (crayons)  -Fleurs sauvages  -Motifs décoratifs
- Huiles sur papier:  -L'arbre rouge  -Le chemin jaune  -Nature morte   -Paysage à Châteauneuf  -Printemps aux environs de Châteauneuf

## Expositions
- L'office de tourisme de Châteauneuf-du-Faou a exposé une trentaine de ses œuvres en 2016[11],[12].

- Au musée du Luxembourg à Paris, du 13 mars au 30 juin 2019, l'exposition « Les Nabis et le décor »[13],[14] présente un paravent de Marguerite Sérusier, Paysage vallonné à quatre feuilles (vers 1910, Paris musée dOrsay)[15].